# Hassan El-Far
Hassan Ahmed El-Far (21 de maio de 1912 - data de falecimento desconhecida) foi um futebolista egípcio que atuava como meio-campista, jogava no Zamalek

## Carreira
Foi convocado para a Seleção Egípcia de Futebol que disputou a Copa do Mundo FIFA de 1934.[carece de fontes?] também disputou o torneio de futebol dos Jogos Olímpicos de Verão de 1936.